# دینش کونیگ
دینش کونیگ (به مجاری: Kőnig Dénes) (۲۱ سپتامبر ۱۸۸۴ - ۱۹ اکتبر ۱۹۴۴) ریاضی‌دان اهل مجارستان بود که نخستین کتاب در زمینه نظریه گراف را به نام «نظریه گراف‌های متناهی و نامتناهی» را در سال ۱۹۳۵ نوشت.

## زندگی‌نامه
دینش کونیگ فرزند ژولیوس کونیگ بود. او در بوداپست و گوتینگن تحصیل کرد، و دکترای خود را در سال ۱۹۰۷ دریافت کرد. در همین سال، به هیئت علمی دانشگاه مهندسی بوداپست پیوست، جایی که پدرش در آن‌جا استاد بود. او در سال ۱۹۳۵ به درجه استاد تمامی در این دانشگاه دست یافت، و تا زمان مرگش در آن دانشگاه ماند.
در گوتینگن، کونیگ تحت تأثیر سخنرانی‌های هرمان مینکوفسکی در رابطه با مسئله چهاررنگ قرار گرفت. این سخنرانی‌ها تأثیر به علاقه فزاینده او در زمینه نظریه گراف‌ها افزود. او از سال ۱۹۱۱ در زمینه نظریه گراف‌ها در بوداپست تدریس می‌کرد. کتاب او، «نظریه گراف‌های متناهی و نامتناهی» (به آلمانی: Theorie der endlichen und unendlichen Graphen) در سال ۱۹۳۶ منتشر شد، و تأثیر مهمی در توسعه علاقه به نظریه گراف در دنیا داشت. این کتاب در سال ۱۹۹۰ تحت عنوان «Theory of finite and infinite graphs» توسط «آر. مک‌کورت» به انگلیسی ترجمه شد.
پس از اشغال مجارستان توسط رژیم نازی، کونیگ تلاش کرد به ریاضی‌دانان آزار و اذیت دیده کمک کند. این موضوع منجر به مرگ او چند روز پس از قدرت گرفتن رژیم نازی حزب سوسیالیست ملی مجارستان شد.

## قضیه کونیگ
کونیگ در سال ۱۹۳۱ قضیه‌ای را که هم‌اکنون با عنوان قضیه کونیگ شناخته شده‌است را اثبات کرد، که هم‌ارزی بین مسئله تطابق بیشینه و مسئله پوشش راسی کمینه در گراف‌های دوبخشی را شرح می‌دهد.

## جایزه دینش کونیگ
از سال ۲۰۰۷ جامعه ریاضیات کاربردی و صنعتی (SIAM) جایزه دو سالانه‌ای را به افتخار دینش کونیگ بنیان گذاشت. این جایزه هر دو سال یکبار به محقق یا محققین تازه‌کاری که تحقیقات ممتازی در زمینه ریاضیات گسسته داشتند اهدا می‌شود. برندگان قبلی این جایزه عبارتند از:
- (۲۰۰۸) آدام وید مارکوس
- (۲۰۱۰) جاکوب فاکس - اعداد رمزی گراف‌ها و فراگراف‌ها
- (۲۰۱۲) زیو دویر